# Goławiec
Goławiec (niem. Gollawietz) – część Lędzin położona na południowym wschodzie miasta.
Goławiec istniał już w XV wieku. W latach 1954–1961 siedziba gromady Goławiec. W latach 1961–1972 w gromadzie Chełm. W granice Lędzin Goławiec włączono w 1973. W latach 1975–1991 Lędziny wchodziły w skład miasta Tychy. Dnia 2 kwietnia 1991 Lędziny odzyskały prawa miejskie, wtedy Goławiec stał się ponownie częścią usamodzielnionych Lędzin.
W Goławcu siedzibę ma rzymskokatolicka parafia Wniebowzięcia NMP.